# Makeda Silvera
Makeda Silvera (sinh năm 1955 tại Kingston, Jamaica) là một tiểu thuyết gia người Canada và nhà văn viết truyện ngắn.
Silvera di cư đến Canada năm 12 tuổi cùng gia đình và hiện đang sống ở Toronto, Ontario. Cô đã xuất bản hai tập truyện ngắn vào những năm 1990 trước khi phát hành cuốn tiểu thuyết đầu tiên của cô, The Revenge of Maria, vào năm 1998, tiếp theo là The Heart không uốn cong vào năm 2002. Một ra lesbian,, cô là người đồng sáng lập và quản lý các biên tập viên của Sister Vision Press, và đã chỉnh sửa một số tuyển tập, bao gồm Piece of My Heart, tuyển tập văn học Bắc Mỹ đầu tiên của những người đồng tính nữ da màu.

## Công trình
- Im lặng: Công nhân trong nước Caribbean nói chuyện với Makeda Silvera (1989, phỏng vấn)
- Nhớ G (1990, truyện ngắn)
- Piece of My Heart: Một tuyển tập đồng tính nữ da màu (1991, chủ biên)
- Her Head a Village (1994, truyện ngắn)
- Người phụ nữ khác: Phụ nữ da màu trong văn học Canada đương đại (1994, chủ biên)
- Ma-Ka: Diaspora Juks (1997, chủ biên)
- Trái tim không uốn cong (2002, tiểu thuyết)